# Vulnerabilidad social
La vulnerabilidad social es un término utilizado para describir la inhabilitación de los derechos de las personas, organizaciones o sociedades en situaciones extremas.
Hace referencia a aspectos sociales amplios. Responde a dimensiones del ser humano en las cuales el abuso conlleva a la exclusión social. Cuando un individuo es vulnerado en sus derechos, sufre consecuencias no sólo sociales sino también psicológicas. El Estado, los gobiernos, las organizaciones gubernamentales quedan expuestas ante las situaciones de vulnerabilidad, por lo tanto se deben crear políticas sociales que atiendan y entiendan sobre esta situación.
La palabra «vulnerabilidad» proviene etimológicamente del Latín (vulnerare) y describe la potencia que produce el daño físico o psicológico en las personas. Se entiende por sujeto vulnerable, a todo individuo que ve violentado sus derechos humanos. Se ha avanzado en instrumentos internacionales de Derechos Humanos para que los Estados se comprometan a cumplir esos derechos que han sido violentados.